# Telve di Sopra
Telve di Sopra – miejscowość i gmina we Włoszech, w regionie Trydent-Górna Adyga, w prowincji Trydent. Telve di Sopra sąsiaduje z gminami: Telve, Palù del Fersina, Torcegno, i Borgo Valsugana.
Według danych na rok 2004 gminę zamieszkuje 609 osób, 35,8 os./km².